# Zeytinburnuspor
Zeytinburnuspor ist ein türkischer Sportverein aus dem Istanbuler Stadtteil Zeytinburnu. Die Spiele werden im Zeytinburnu-Stadion ausgetragen, in dem 16.000 Zuschauer Platz finden. Der Verein spielte in den 1980er und 1990er Jahren insgesamt fünf Spielzeiten in der Süper Lig und befindet sich in deren Ewigen Tabelle auf dem 48. Platz.

## Geschichte

### Gründung
Zeytinburnuspor wurde 1953 in dem damaligen Istanbuler Vorort Zeytinburnu durch die Bemühungen der Notabeln Kemal Alev, Şinasi Çevik und Ali Altan Erinsel als nicht eingetragener Sportverein gegründet und unterhielt mit Fußball, Volleyball, Leichtathletik und Ringen gleichzeitig mehrere Abteilungen. Als Istanbuler Vorort hatte Zeytinburnu viele ungenutzte Grundstücksflächen, die für die sportliche Ertüchtigung der hiesigen Bevölkerung als Sport- bzw. Fußballfelder genutzt wurden.
Als nicht eingetragener Verein nutzte man ein kleines Büro gegenüber der örtlichen Eisenbahnstation als Vereinslokal provisorisch das Kirazlı Aile Çay bahçesi (ein örtliches Teehaus). 1957 wurde Zeytinburnu ein Stadtteil Istanbuls, wodurch sich das Stadtbild änderte, daher wollte man auch den Verein professioneller verwalten. So fusionierte Zeytinburnuspor mit Mithatpaşaspor Kulübü zu Zeytinburnu Spor Kulübü, kurz Zeytinburnuspor, und wurde ein eingetragener Sportverein. Als erster Präsident wurde İlhami Dernekbaşı ernannt.

### Einstieg in den Profifußball
Nachdem zum Sommer 1980 der türkische Profifußball von bisher drei auf lediglich zwei Profiligen reduziert worden war, wurde 1984 auf Direktive des damaligen Staatspräsidenten die dritthöchste professionelle Fußballliga, die 3. Lig, mit heutigem Namen TFF 2. Lig, wieder eingeführt. Darüber hinaus wurde verkündet, dass man nach Erfüllung bestimmter Auflagen und Bedingungen eine Ligateilnahme beantragen könne. Um die Stadtentwicklung voranzutreiben, bemühten sich mehrere Stadtnotabeln, allen voran der damalige Bürgermeister Muzaffer Çavuşoğlu, darum, die Auflagen zu erfüllen. So wurde eine Ackerfläche, die der hiesigen Armenischen Stiftung gehörte und von ihr gespendet wurde, provisorisch zum Fußballstadion umfunktioniert. Muzaffer Çavuşoğlu wurde zum Vereinspräsidenten ernannt und Hasan Bostancı zum Vizepräsidenten. Nachdem man die Auflagen erfüllt hatte, bestätigte der türkische Fußballverband die Teilnahme. So nahm Zeytinburnuspor in der Spielzeit 1984/85 der wiedereingeführten 3. Lig teil und belegte zum Saisonende den 8. Tabellenplatz der Gruppe 2.

## Ligazugehörigkeit
- 1. Liga: 1989–1991, 1993–1995, 1996–1997
- 2. Liga: 1987–1989, 1991–1993, 1995–1997, 1997–2000
- 3. Liga: 1984–1987, 2000–2002, 2006–2010
- 4. Liga: 2002–2006, 2010–2011
- Regionale Amateurliga: seit 2011

## Rekordspieler
| Rang                 | Name              | Einsätze | Zeitraum  |
| -------------------- | ----------------- | -------- | --------- |
| 01.                  | Kadri Sancak      | 93       | 1989–1995 |
| 02.                  | Erol Gündoğdu     | 73       | 1989–1995 |
| 02.                  | Yusuf Uzuner      | 73       | 1989–1994 |
| 03.                  | Uğur Kiremitçi    | 67       | 1989–1997 |
| 04.                  | Süleyman Kocakara | 61       | 1989–1994 |
| 05.                  | Bega Ćatić        | 58       | 1989–1991 |
| 06.                  | Soner Tolungüç    | 54       | 1989–1991 |
| 07.                  | Matjaž Cvikl      | 53       | 1993–1997 |
| 08.                  | Galip Gündoğdu    | 51       | 1994–1997 |
| 09.                  | Soner Ayçiçek     | 49       | 1990–1995 |
| 10.                  | Kemal Yıldırım    | 46       | 1993–1995 |
| 10.                  | Serkan Reçber     | 46       | 1993–1995 |
| Stand: 19. März 2016 |                   |          |           |

| Rang                 | Name            | Tor | Einsätze | Tor/Spiel |
| -------------------- | --------------- | --- | -------- | --------- |
| 01.                  | Bega Ćatić      | 17  | 53       | 0,32      |
| 01.                  | Uğur Kiremitçi  | 17  | 67       | 0,25      |
| 02.                  | Kemal Yıldırım  | 11  | 46       | 0,24      |
| 03.                  | Mustafa Kocabey | 10  | 27       | 0,37      |
| 04.                  | Gürsel Hattat   | 9   | 45       | 0,2       |
| 05.                  | Reha Kapsal     | 8   | 24       | 0,33      |
| 06.                  | Atnan Baytar    | 7   | 22       | 0,32      |
| 07.                  | Metin Yıldız    | 6   | 21       | 0,29      |
| 07.                  | Ahmet Kanca     | 6   | 41       | 0,15      |
| 08.                  | Mamadou Diallo  | 5   | 24       | 0,21      |
| 09.                  | Bülent Alkılıç  | 4   | 15       | 0,27      |
| 09.                  | Soner Tolungüç  | 4   | 54       | 0,07      |
| 09.                  | Kadri Sancak    | 4   | 93       | 0,04      |
| 10.                  | İlyas Tüfekçi   | 3   | 11       | 0,27      |
| 10.                  | Nezihi Tosuncuk | 3   | 12       | 0,25      |
| 10.                  | Şenol Ulusavaş  | 3   | 15       | 0,2       |
| Stand: 19. März 2016 |                 |     |          |           |

## Ehemalige bekannte Spieler
| - Aykut Akgün - Saffet Akyüz - Bülent Alkılıç - Cengiz Alp - Cihat Arslan - Soner Ayçiçek - Metin Aydemir - Atnan Baytar - Emre Belözoğlu - Adem Büyük - Musa Büyük - Şevket Candar - Bega Ćatić - Matjaž Cvikl - İsa Ertürk | - Hayrettin Demirbaş - Mamadou Diallo - Ziya Doğan - Ali Nail Durmuş - Abdülkerim Durmaz - Erol Gündoğdu - Galip Gündoğdu - Gürsel Hattat - Birol Hikmet - Ahmet Kanca - Mehmet Kaplan - Reha Kapsal - Savaş Koç - Mustafa Kocabey - Süleyman Kocakara | - Volkan Kilimci - Uğur Kiremitçi - Serkan Reçber - Kadri Sancak - Tuncay Soyak - Soner Tolungüç - Nezihi Tosuncuk - İlyas Tüfekçi - Şenol Ulusavaş - Yusuf Uzuner - Kenan Yelek - Kemal Yıldırım - Metin Yıldız |

## Präsident (Auswahl)
- Ünal Tombulel